# Fountainea glycerium
Espèce
Fountainea glycerium  est un insecte lépidoptère de la famille des Nymphalidae et de la sous-famille des Charaxinae et du genre Fountainea.

## Dénomination
Fountainea glycerium a été décrit par Edward Doubleday en 1849 sous le nom initial de Paphia glycerium.
Synonyme : Memphis glycerium, Anaea glycerium ; Godman & Salvin, [1884].

### Noms vernaculaires
Fountainea glycerium se nomme Crinkled Leafwing ou Angled Leafwing en anglais,.

### Sous-espèces
- Fountainea glycerium glycerium
- Fountainea glycerium comstocki (Witt, 1972); présent en Colombie.
- Fountainea glycerium cratais (Hewitson, 1874); présent en Bolivie.
- Fountainea glycerium johnsoni (Avinoff & Shoumatoff, 1941); présent à la Jamaïque.
- Fountainea glycerium venezuelana (Johnson & Comstock, 1941); présent au Venezuela.
- Fountainea glycerium yucatanum (Witt, 1980); présent au Mexique[1].

## Description
Fountainea glycerium est un papillon d'une envergure de 59 mm à 81 mm, aux ailes antérieures à bord costal bossu, apex pointu, bord externe concave, aux ailes postérieures avec chacune une queue.
Le dessus est de couleur orange brillant avec aux ailes antérieures l'apex marron.
Le revers est beige et mime une feuille morte.

## Biologie
Sa forme de la saison humide vole de juin à septembre, de la saison sèche en octobre, mais dans le sud du Texas il ne vole qu'en juillet.

### Plantes hôtes
La plante hôte de sa chenille est un Croton, Croton jalapensis,.

## Écologie et distribution
Fountainea glycerium est présent dans le sud des États-Unis (sud du Texas et de l'Arizona), au Mexique, au Costa Rica, à Panama, en Colombie, au Venezuela et au Brésil,.

### Biotope
Fountainea glycerium réside dans la forêt subtropicale humide.

### Protection
Pas de statut de protection particulier.